# 나이토 마사유키 (1773년)
나이토 마사유키(일본어: 内藤政偏, 1773년 ~ 1799년 11월 4일)는 일본 에도 시대의 다이묘로, 유나가야번의 8대 번주이다. 어릴적 이름은 이와사부로(岩三郎), 신사부로(新三郎)였다. 관위는 종5위하, 도노모노카미이다.
유나가야 번 6대 번주 나이토 사다요시의 넷째 아들로 태어났다. 1787년, 7대 번주였던 형 마사히로가 젊은 나이에 죽자, 그 양자로서 번주가 되었다. 1790년, 11월에 쇼군 도쿠가와 이에나리를 알현하고 12월에 관위를 서임받았으나, 1799년 음력 10월 7일, 27세의 나이로 사망하였다. 친아들 긴이치로(銀一郎)는 어려서 죽었으므로, 양자인 나이토 마사아키라가 그 뒤를 이었다.
| 전임 나이토 마사히로 | 제8대 유나가야번 번주 1787년 ~ 1799년 | 후임 나이토 마사아키라 |